# Arcieri di Boscombe
Arcieri di Boscombe è il nome dato dagli archeologi a un gruppo di individui della prima età del Bronzo rinvenuti in una sepoltura comune a Boscombe Down vicino a Stonehenge, nel Wiltshire, in Inghilterra.
La tomba conteneva un totale di sette individui: tre bambini, un adolescente e tre uomini. L'analisi dei crani suggerisce che gli uomini e l'adolescente erano imparentati. L'uomo più anziano è stato sepolto in posizione rannicchiata con le ossa degli altri sparse intorno a lui e i loro crani vicino ai suoi piedi. Essi divennero noti come gli arcieri perché nella tomba erano collocate diverse punte di freccia in selce. Altri oggetti di corredo includono zanne di cinghiale, una ginocchiera in osso, strumenti di selce, e otto bicchieri campaniformi, un numero insolitamente elevato.
Le analisi degli isotopi sul piombo dei denti degli uomini indicano che crebbero  nel moderno Galles o nel Lake District, ma si trasferirono durante la loro infanzia.
Le sepolture dovrebbero risalire al 2300 a.C., un periodo sostanzialmente contemporaneo alla sepoltura dell'arciere di Amesbury, rinvenuto nelle vicinanze.